# Marko Vogrič (nogometaš)
Marko Vogrič, slovenski nogometaš, * 26. junij 1976.
Vogrič je nekdanji profesionalni nogometaš, ki je igral na položaju napadalca. V svoji karieri je igral za slovenske klube Gorico, Rudar Velenje, Primorje in Bilje ter grški Ionikos. Skupno je v prvi slovenski ligi odigral 210 tekem in dosegel 56 golov. Leta 1997 je odigral dve tekmi za slovensko reprezentanco do 21 let.